# Gerbillus henleyi
Gerbillus henleyi (Піщанка пігмей) — вид родини мишеві (Muridae).

## Поширення
Цей вид зустрічається в посушливих і напівпустельних районах, прилеглих до пустелі Сахара: Алжир, Буркіна-Фасо, Чад, Єгипет, Ізраїль, Йорданія, Лівія, Малі, Мавританія, Марокко, Нігер, Оман, Саудівська Аравія, Сенегал, Судан, Туніс, Ємен.